# Kikagaku Moyo
I Kikagaku Moyo (幾何学模様?, Kikagaku Moyō) sono stati un gruppo giapponese di musica rock psichedelica formatosi a Tokyo. Il nome della band è traducibile come "motivi geometrici".

## Nome
Il nome "Kikagaku Moyo" (in Kanji giapponesi 幾何学模様, traslitterato Kikagaku Moyō), che si traduce in "motivi geometrici", è stato ideato dal batterista Go Kurosawa dopo aver avuto visioni causate dalla privazione del sonno durante una lunga jam session notturna. In un'intervista del 2014 con la rivista It's Psychedelic Baby!, Go ricorda il momento in cui gli venne in mente il nome: “Significa «motivi geometrici», quelli che ho visto sul retro delle mie palpebre dopo aver suonato tutta la notte. Ero totalmente nella «zona», nel dormiveglia, ma le mie mani battevano involontariamente sui tamburi. Sia io che Tomo volevamo avere un nome giapponese in caratteri Kanji, quindi abbiamo deciso abbastanza rapidamente".

## Storia
Nell'estate del 2012 a Tokyo, Go Kurosawa, futuro batterista dei Kikagaku Moyo, incontrò il chitarrista Tomo Katsurada che era tornato da uno studio di cinema negli Stati Uniti. Avendo interessi musicali simili in fatto di musica, moda e cinema, decisero di iniziare a suonare insieme. Sebbene Go suonasse il pianoforte e Tomo conoscesse il violoncello, entrambi avevano poca o nessuna esperienza precedente con gli strumenti che volevano suonare nella band. Inizialmente i due suonavano spesso insieme in un vecchio studio dove lavorava un loro amico, nel periodo da mezzanotte al mattino, essendo la tariffa per suonare in studio durante il giorno molto elevata.
Insoddisfatti delle loro sonorità, Go e Tomo andarono presto alla ricerca di nuovi membri per il gruppo. Cercavano specificamente persone che, come loro, non avessero molta esperienza, ma che volessero suonare insieme. Iniziarono affiggendo cartelli e distribuendo manifesti nel loro college. Alla fine incontrarono il bassista Kotsoguy mentre stava registrando i suoni di un distributore automatico per strada per un progetto legato ai droni. Tomo incontrò il secondo chitarrista Daoud Popal in un'area fumatori dell'università che Go e Tomo frequentavano. Più o meno nello stesso periodo, il sitarista della band Ryu Kurosawa, fratello di Go, si unì alla band dopo essere tornato dall'India. I membri non avevano molto in comune per quanto riguarda i gusti musicali. Go aveva gusti musicali variegati ed era l'unico ad ascoltare rock psichedelico mentre Tomo preferiva il power pop, Kotsoguy il black metale Daoud l'hip-hop. Poiché la maggior parte dei membri non era tecnicamente esperta, il gruppo decise di adottare uno stile psichedelico e meditativo, come approccio funzionale per suonare musica insieme. Questo stile è particolarmente presente nel loro omonimo album di debutto.
I Kikagaku Moyo non riscontrarono grande successo in Giappone, anche a causa degli elevati costi degli spettacoli dal vivo, dal momento che, secondo il sistema vigente nei locali di musica giapponesi, sono le band a dover pagare per esibirsi anziché essere pagate. Secondo Go Kurosawa in un'intervista, le band devono pagare circa 300$ per uno spettacolo della durata di 30-35 minuti. Pertanto, la band iniziò a suonare per le strade di Tokyo, fuori dalle affollate stazioni ferroviarie. Il gruppo ha anche tentato di organizzare dei festival di musica psichedelica in giro per Tokyo, chiedendo circa cinque dollari per l'ingresso, con l'obiettivo di fornire una scena musicale economica e accessibile. La band tuttavia non ottenne grandi progressi in ogni caso. In un'intervista, Go dice: "[In Giappone,] alla maggior parte delle persone non piace questo genere di cose, a loro piace seguire le regole". Inoltre il pubblico era composto perlopiù da stranieri. Ciò ispiròil gruppo ad andare all'estero: il loro primo tour ha avuto luogo negli Stati Uniti, dove hanno suonato al Levitation festival nel 2014.
Il loro secondo LP, Forest of Lost Children, fu pubblicato il 20 maggio 2014 da Beyond Beyond is Beyond Records con sede a Brooklyn, New York. I Kikagaku Moyo effettuarono una tournée a sostegno del disco negli Stati Uniti nell'aprile 2014.  A causa dell'elevata domanda, il loro disco fu ristampato su cassetta dalla Burger Records e fu pubblicato un nuovo EP con il nome di Mammatus Clouds tramite l'eclettica Sky Lantern Records di Tucson, Arizona. La band continuò a fare tournée per tutto il 2014 e in ottobre fece la sua prima apparizione nel Regno Unito, registrando il tutto esaurito in diversi spettacoli a Londra.
Nel 2015 la band è stata in tournée in tutta Europa. I membri della band fondarono l'etichetta discografica Guruguru Brain nel 2015 per mettere in mostra l'esclusiva scena musicale dell'Asia orientale. Tramite la nuova etichetta, avrebbero pubblicato i loro due dischi successivi: House in the Tall Grass, pubblicato a maggio 2016, e Masana Temples, pubblicato nell'ottobre 2018.
Nel 2017, parteciparono ad una serie di spettacoli al Gizzfest in Australia insieme agli amici King Gizzard & the Lizard Wizard, The Murlocs, La Luz, ORB e Parsnip.
Il 19 gennaio 2022, la band annunciò che sarebbe andata in pausa a tempo indeterminato dopo la fine dell'anno e che il loro disco successivo sarebbe stato l'ultimo. Intitolato Kumoyo Island, l'album fu pubblicato nel maggio 2022.
I Kikagaku Moyo hanno suonato il loro ultimo spettacolo il 3 dicembre 2022 al Meguro Persimmonn Hall di Tokyo.

## Formazione
Formazione finale
- Go Kurosawa - voce, batteria, percussioni, chitarra, flauto/flauto dolce
- Tomo Katsurada - voce, chitarra, percussioni, violoncello
- Kotsu Guy - basso, chitarra ritmica
- Daoud Popal - chitarra, percussioni, batteria
- Ryu Kurosawa - sitar, tastiere, sintetizzatori, pianoforte, organo

Ex-componenti
- Angie Gotopo - voce, theremin

## Discografia
Album in studio
- 2013 - Kikagaku Moyo
- 2014 - Forest of Lost Childen
- 2016 - House in the Tall Grass
- 2018 - Masana Temples
- 2022 - Kumoyo Island

Album dal vivo
- 2021 - Live at Levitation

EP
- 2014 - Mammatus Clouds
- 2017 - Stone Garden
- 2021 - Deep Fried Grandeur con Ryley Walker

Singoli
- 2015 - Flujo y Reflujo con Kinski e Kawabata
- 2015 - Spinning Wheel con Moon Duo
- 2020 - Gypsy Davey/ Mushi No Uta
- 2020 - Ouchi Time